# Красный Трактир
Красный Трактир (укр. Красний Трактир) — историческая местность Киева, бывшее поселение, располагавшееся на юге современного Национального комплекса «Экспоцентр Украины» (бывшая ВДНХ), в 1 км. к востоку от местности Теремки.

## Историческая справка
Возник, вероятно, как поселение при кабаке (корчме) на Старом Васильковском шоссе. Впервые упоминается в 1799 году как «трактир городской».
На карте Киевщины 1860-х годов подписан как «Красный трактир митрополитанский». Название происходило, вероятно, от «красивости» трактира, его популярности, а также в связи с расположенной рядом митрополичьей пасеки.
В 1900-е годы существовал как казённый хутор Красный Трактир (насчитывал 16 дворов).
В советские времена употреблялись такие названия: красный трактир (1926 год), Красный кабак (1933 год), Красное село (1940 год), Красный трактир (1943 год).
Поселение было ликвидировано на границе 1940 и 1950-х годов в связи с началом строительства Республиканской сельхозвыставки (со временем — Выставка передового опыта, ВДНХ).
Такое же название имело место возле переправы через Днепр поблизости от Кухмистерской Слободки.